# Eliodoro de la Torre

Eliodoro de la Torre y Larrinaga (Baracaldo, 1884 - Bayona, 1946) fue un político del País Vasco, España. Trabajó como contable, gerente y apoderado del London County Wesminster Bank y de la Sociedad Minera de Villaodrid. También fue impulsor del cooperativismo, militante del Partido Nacionalista Vasco y uno de los fundadores del sindicato ELA-STV.
Durante la Segunda República Española fue concejal del Ayuntamiento de Deusto y diputado a Cortes por Vizcaya en las elecciones generales de 1936. Al estallar la Guerra Civil fue encargado de las finanzas de la Junta de Defensa de Vizcaya y Consejero de Hacienda del Gobierno de Euzkadi. Controló la gestión de la hacienda vasca, la bolsa, la contratación y la exportación, además de facilitar los auxilios a las industrias y entrega de oro.
Tras el fusilamiento de Alfredo Espinosa en 1937 y el traslado del Gobierno de Euzkadi a Cataluña, asumió también la Consejería de Sanidad. Creó los hospitales Guernica, Euzkadi y Ochandiano, todos ellos en Cataluña, y el hospital para mutilados, la maternidad y el dispensario de La Roseraie en Biarriz, así como el sanatorio antituberculosos de Cambo-les-Bains. También fue el creador del Batallón Gernica.
El Ayuntamiento de Bilbao puso su nombre a una de las calles del barrio bilbaíno de Deusto, municipio independiente de la capital hasta 1925 y del que había sido concejal.